# Andrea Viviano
Andrea Viviano (22 juin 1904 – 5 décembre 1962) est un footballeur italien évoluant comme défenseur.

## Biographie
Convoqué pour les Jeux olympiques de 1928 avec l'Italie, il ne dispute aucun match à cause d'une blessure au ménisque survenue dix jours auparavant.
Il est entraîneur adjoint l'espace de deux saisons (1948-1949 et 1950-1951) en Serie B puis en Serie C, sans remporter de titre.

## Palmarès
- Coppa CONI
  - Vainqueur en 1926-1927
- Jeux olympiques
  - Médaille de bronze en 1928